# Neptis palawanica
Neptis palawanica är en fjärilsart som beskrevs av Otto Staudinger 1889. Neptis palawanica ingår i släktet Neptis och familjen praktfjärilar. Inga underarter finns listade i Catalogue of Life.